# Ohonica
Ohonica je naselje v Občini Borovnica.